# Línies del metro de Barcelona
Les línies del metro de Barcelona són dotze serveis de ferrocarril metropolità de l'àrea metropolitana de Barcelona que constitueixen el metro de Barcelona, que és operat per dues empreses públiques Ferrocarril Metropolità de Barcelona (FMB), sota la marca Transports Metropolitans de Barcelona (TMB), i Ferrocarrils de la Generalitat de Catalunya (FGC).

Mapa sinòptic amb les línies del metro de Barcelona.

## Recorreguts
Els recorreguts de les dotze línies del metro són:
| Línia              | Origen                | Destinació            |
| ------------------ | --------------------- | --------------------- |
|                    | Hospital de Bellvitge | Fondo                 |
|                    | Paral·lel             | Badalona Pompeu Fabra |
|                    | Zona Universitària    | Trinitat Nova         |
|                    | Trinitat Nova         | La Pau                |
|                    | Cornellà Centre       | Vall d'Hebron         |
|                    | Plaça Catalunya       | Sarrià                |
|                    | Plaça Catalunya       | Avinguda Tibidabo     |
|                    | Plaça Espanya         | Molí Nou \| C.C.      |
|                    | La Sagrera            | Can Zam               |
| Aeroport T1        |                       | Can Zam               |
|                    | La Sagrera            | Gorg                  |
| Zona Franca \| Zal |                       | Gorg                  |
|                    | Trinitat Nova         | Can Cuiàs             |
|                    | Sarrià                | Reina Elisenda        |

## Història
Les línies de FMB formen una xarxa que va començar a construir-se a la dècada de 1920, amb la creació de les empreses Gran Metropolità de Barcelona i Ferrocarril Metropolità de Barcelona que es fusionarien en la FMB SA/SPM, i que ha anat incorporant línies durant el segle XX fins a l'any 2009 i 2010.
FGC està composta per dues línies que formen dues xarxes independents amb diferents ramals i serveis, herència de les companyies Ferrocarrils Catalans, Ferrocarrils de Catalunya i Ferrocarril de Sarrià a Barcelona. Van ser construïdes en el transcurs del segle XX i les millores durant el segle xxi han anat destinades a la millora de la infraestructura en comptes del creixement de la xarxa.
La nomenclatura de FGC es va establir l'any 1996 distingint segons si el servei era "U" urbà, "S" suburbà o "R" rodalia, canviat el de les línies considerades metro l'any 2003, coincidint amb la posada en marxa de la L11 del FMB, passant de U6, U7 i S3 a L6, L7 i L8 ("L" de línia) com ja ho feia FMB.
FMB ha heretat la nomenclatura utilitzada tant pel GMB al Gran Metro, les L3 i L4 eren anomenades "línia I" i "línia II" respectivament, i de la mateixa FMB anomenat "línia I" al Metro Transversal (L1). Després de la fusió es mantindria la línia I pel Metro Transversal i a les dues del Gran Metro passarien a només línia III. El 1982 es passaria de la numeració romana a l'aràbiga.

## Les línies

### Línia 1

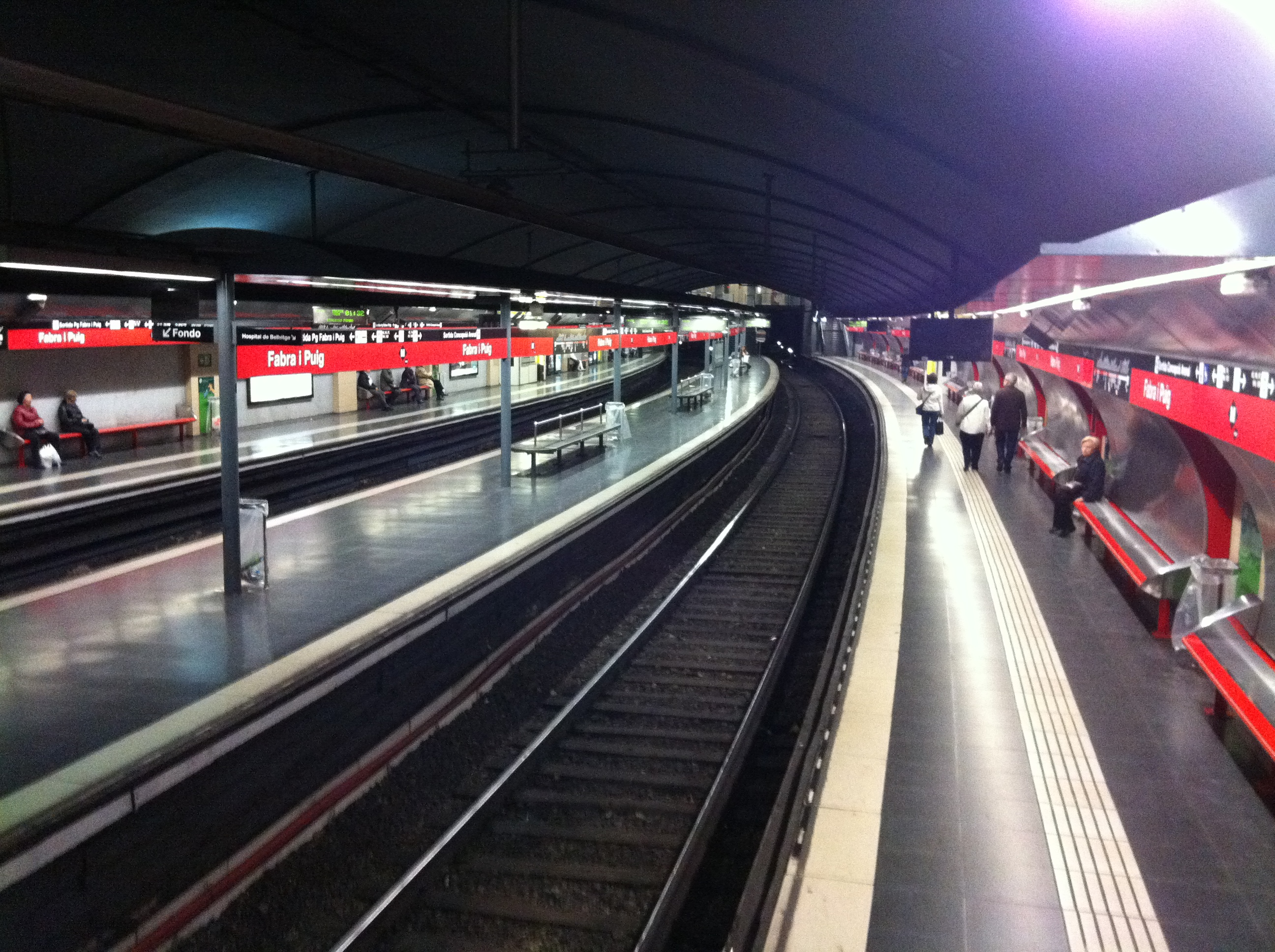
L'estació de Fabra i Puig de la línia 1

La línia 1, que es va inaugurar l'any 1926 amb el nom de Metro Transversal, actualment enllaça les estacions d'Hospital de Bellvitge (l'Hospitalet de Llobregat) i Fondo (Santa Coloma de Gramenet). Té una longitud de 20,7 km i 30 estacions que serveixen a tres municipis: Barcelona, l'Hospitalet de Llobregat i Santa Coloma de Gramenet.
És una de les dues línies amb un ample de via diferent de la resta, ja que té la via més ampla del suburbà amb un ample ferroviari de 1.674 m, conegut com a ample ibèric antic.
L'empresa que el va construir, el Ferrocarril Metropolità de Barcelona (1920), és l'embrió, juntament amb el Gran Metropolità de Barcelona, de l'actual operador Ferrocarril Metropolità de Barcelona (1961), que utilitza la marca comercial de Transports Metropolitans de Barcelona (TMB) juntament amb els autobusos de Barcelona.

### Línia 2

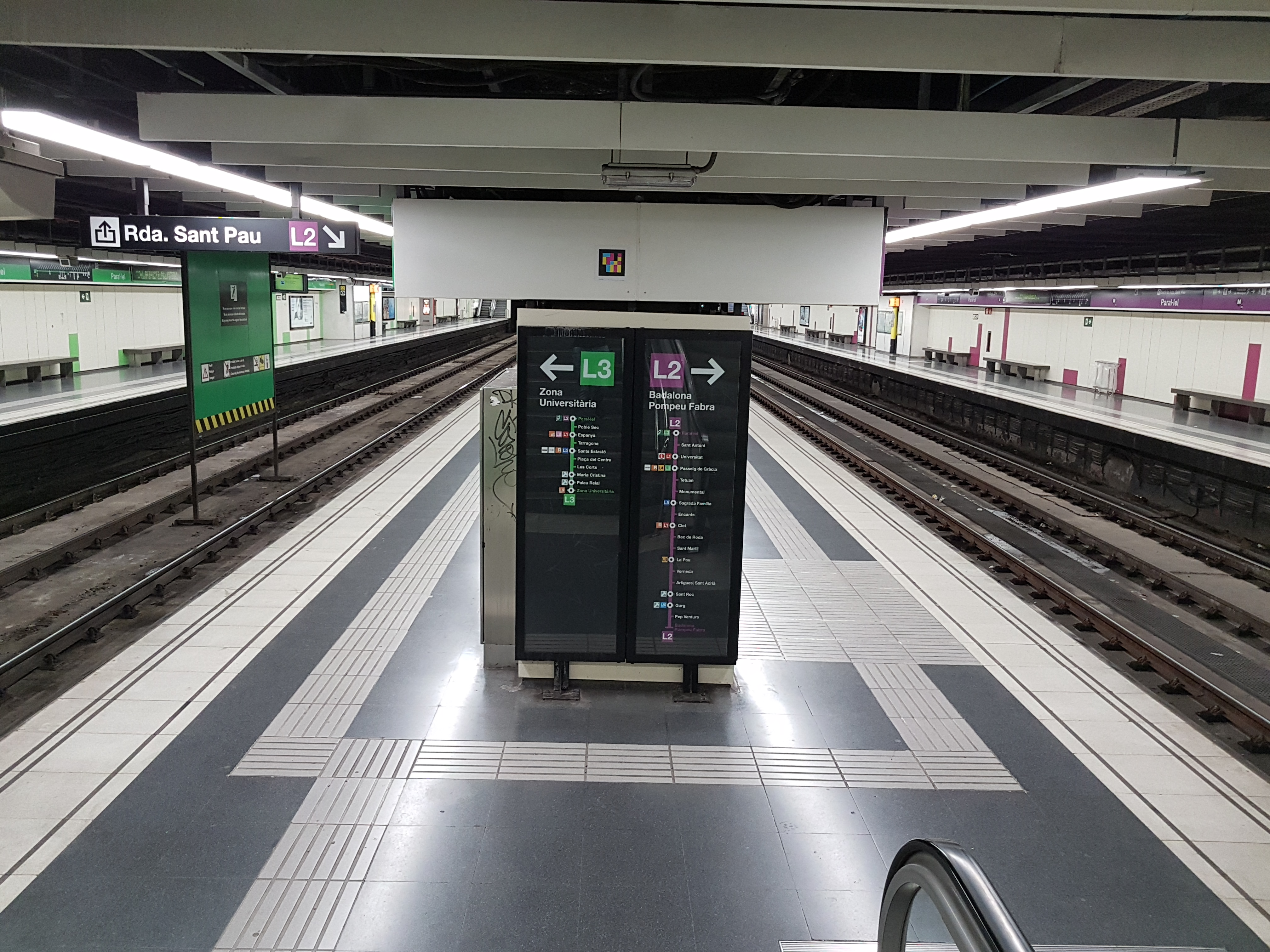
L'estació de Paral·lel de les línies 2 i 3.

La línia 2, que es va inaugurar l'any 1995, actualment enllaça les estacions de Paral·lel (Barcelona) i Badalona Pompeu Fabra (Badalona). Té una longitud de 13,1 km i 18 estacions que serveixen als municipis de Barcelona, Sant Adrià de Besòs i Badalona.
Tot i que és una de les línies més recents del metro, el 1968 es van adjudicar les obres d'un dels trams, es van paralitzar el 1973 per falta de diners, i no va ser fins al 1991 que es van reprendre les obres.

### Línia 3
La línia 3, que es va inaugurar l'any 1924 amb el nom de Gran Metro, actualment enllaça les estacions de Zona Universitària i Trinitat Nova, ambdues a Barcelona. Té una longitud de 18,4 km i 26 estacions que serveixen a la ciutat de Barcelona.
L'empresa que el va construir, el Gran Metropolità de Barcelona (1921) és l'embrió, juntament amb el Ferrocarril Metropolità de Barcelona (1920), de l'actual operador Ferrocarril Metropolità de Barcelona (1961) que utilitza la marca comercial de Transports Metropolitans de Barcelona (TMB) juntament amb els autobusos de Barcelona.

### Línia 4

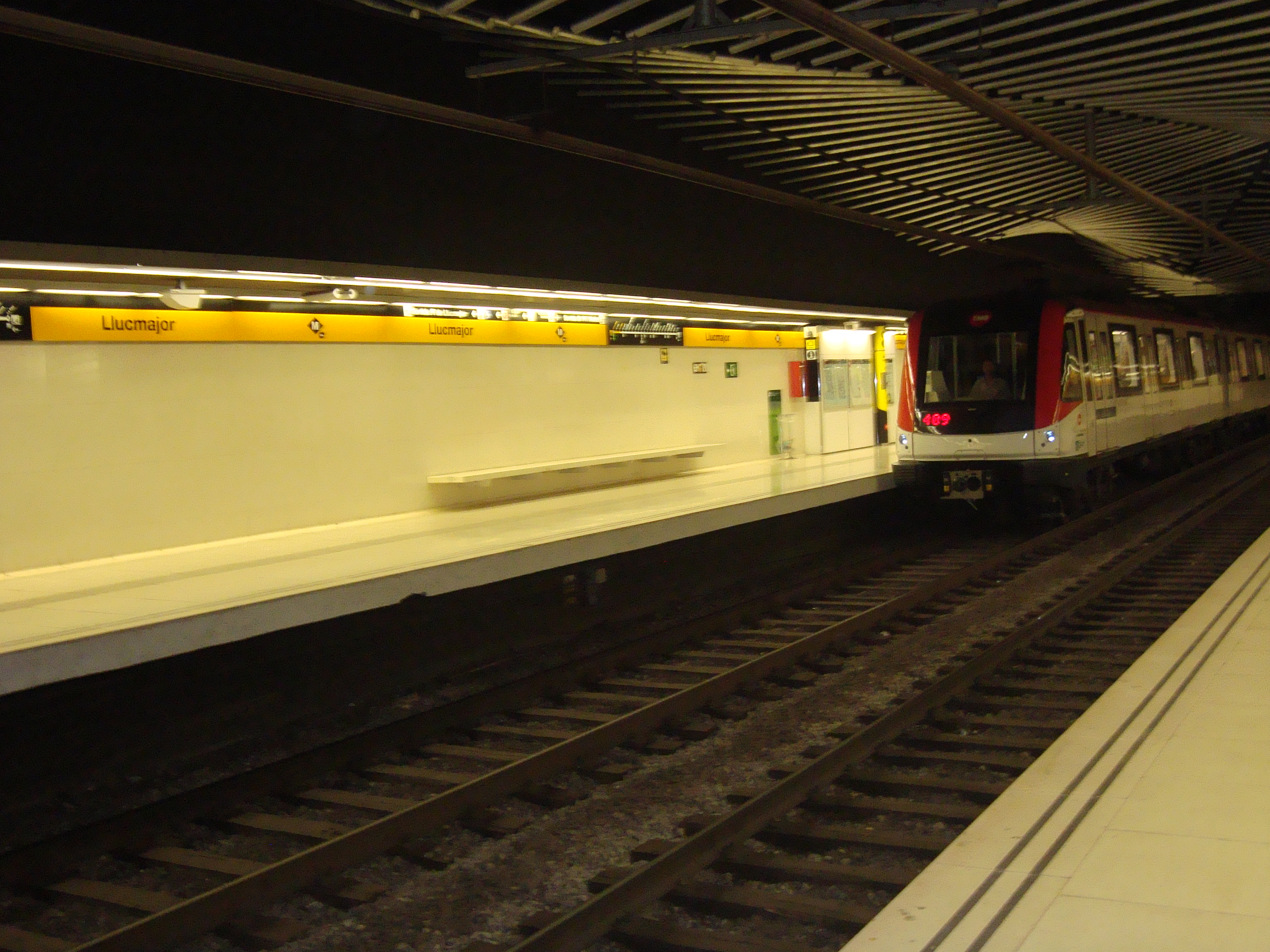
L'estació de Llucmajor de la línia 4

La línia 4, que es va inaugurar com a ramal del Gran Metro l'any 1926, actualment enllaça les estacions de Trinitat Nova i la Pau, ambdues a Barcelona. Té una longitud de 17,3 km i 22 estacions que serveixen a la ciutat de Barcelona.
El tram que circula per la Via Laietana és el túnel més antic del metro de Barcelona, ja que aquest fou construït per l'Ajuntament de Barcelona el 1908 durant el Pla de Reforma de la Ciutat i que posteriorment el Gran Metropolità de Barcelona va adquirir.

### Línia 5

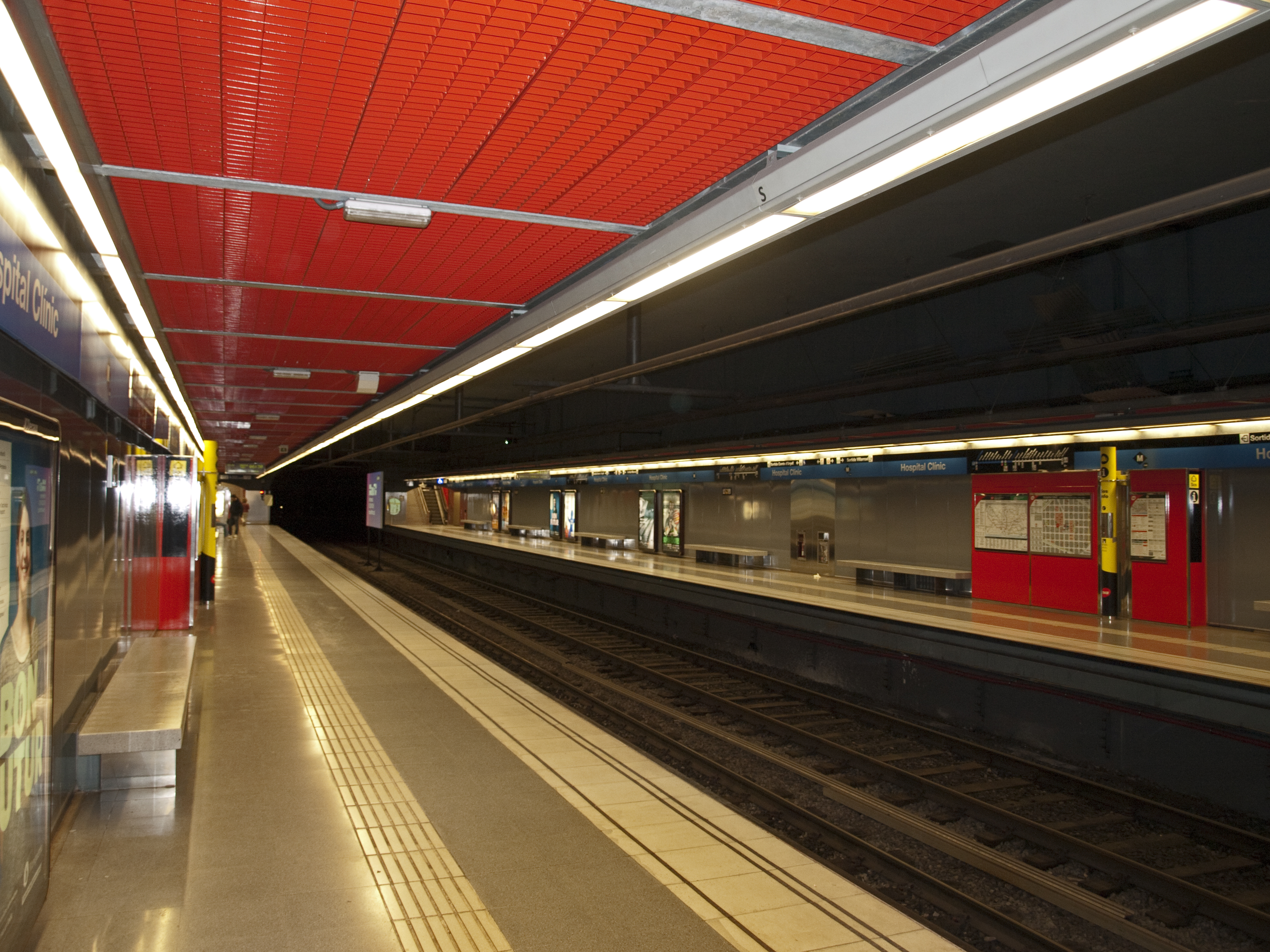
L'estació d'Hospital Clínic de la línia 5.

La línia 5, que es va inaugurar l'any 1959, actualment enllaça les estacions de Cornellà Centre i Vall d'Hebron. Té una longitud de 18,9 km i 26 estacions que serveixen als municipis de Barcelona, L'Hospitalet de Llobregat, Esplugues de Llobregat i Cornellà de Llobregat.
Entre el 1961 i 1972 van començar a circular trens amb un sistema de conducció automàtica. Els trens funcionaven automàticament mitjançant contactes per cèl·lules fotoelèctriques. Aquest sistema fou desenvolupat pels mateixos serveis tècnics del Metro de Barcelona i va constituir la primera aplicació mundial d'un sistema automàtic de conducció de trens en una línia de ferrocarril metropolità, el 1972, però es va començar a utilitzar un altre sistema.

### Línia 6

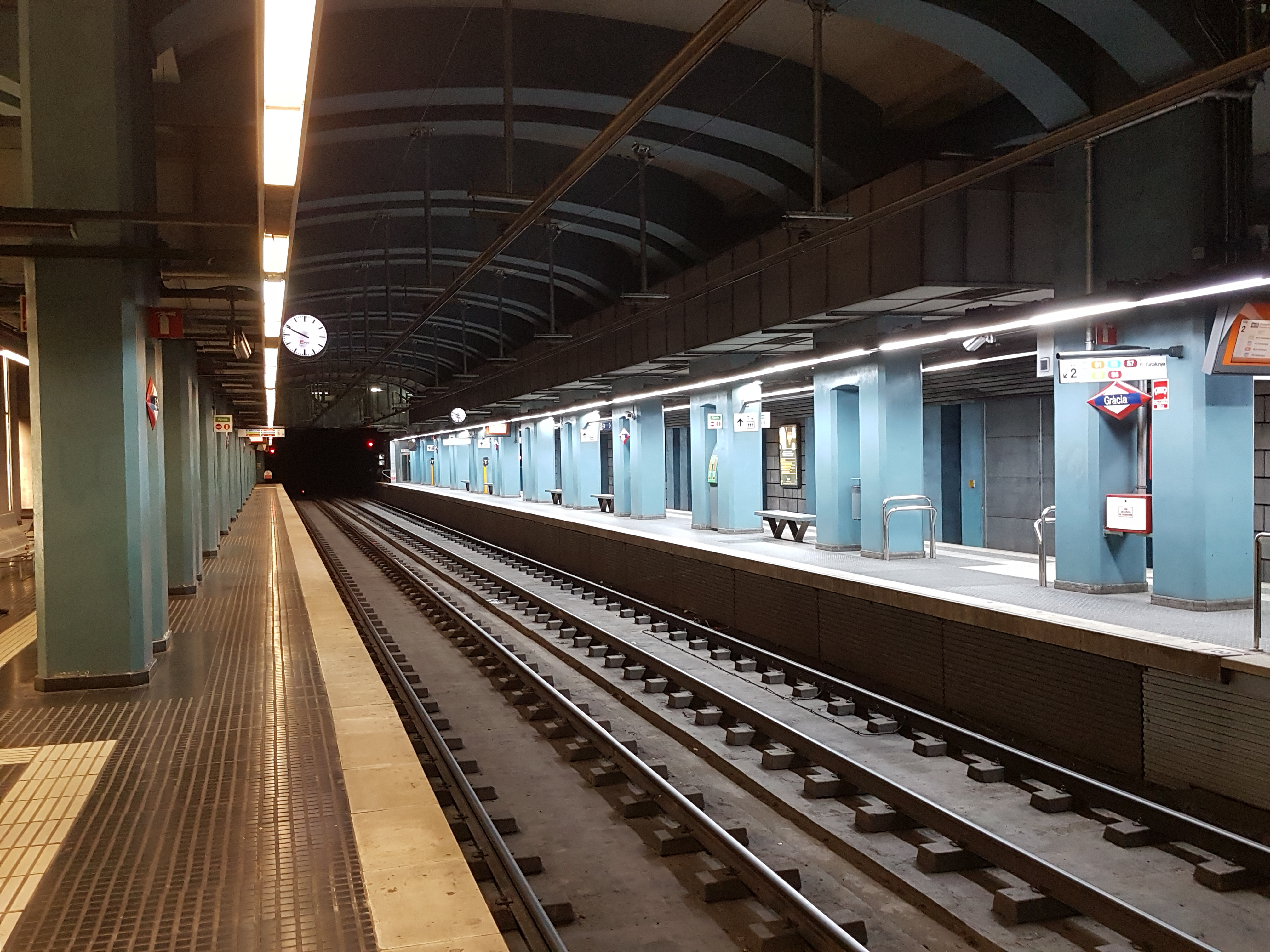
L'estació de Gràcia de les línies 6 i 7.

La línia 6 és un dels serveis de la línia Barcelona-Vallès dels Ferrocarrils de la Generalitat de Catalunya. Aquest servei, que comparteix via amb altres serveis suburbans de l'àrea metropolitana de Barcelona, transcorre pel que inicialment va ser el Ferrocarril de Sarrià a Barcelona o tren de Sarrià de NEE, que es va inaugurar l'any 1863 i va ser soterrat entre la dècada del 1920 i 1952.
Actualment enllaça les estacions de Pl. Catalunya i Sarrià. Té una longitud de 4,6 km i 8 estacions que serveixen a la ciutat de Barcelona.

### Línia 7
La línia 7 és un dels serveis de la línia Barcelona-Vallès dels Ferrocarrils de la Generalitat de Catalunya. Aquest servei, que comparteix via amb altres serveis suburbans de l'àrea metropolitana de Barcelona, transcorre pel que inicialment va ser el Ferrocarril de Sarrià a Barcelona o tren de Sarrià de NEE, que es va inaugurar l'any 1863 i va ser soterrat entre la dècada del 1920 i l'any 1952.
Actualment enllaça les estacions de Pl. Catalunya i Av. Tibidabo. Té una longitud de 3,9 km i 7 estacions que serveixen a la ciutat de Barcelona.

### Línia 8

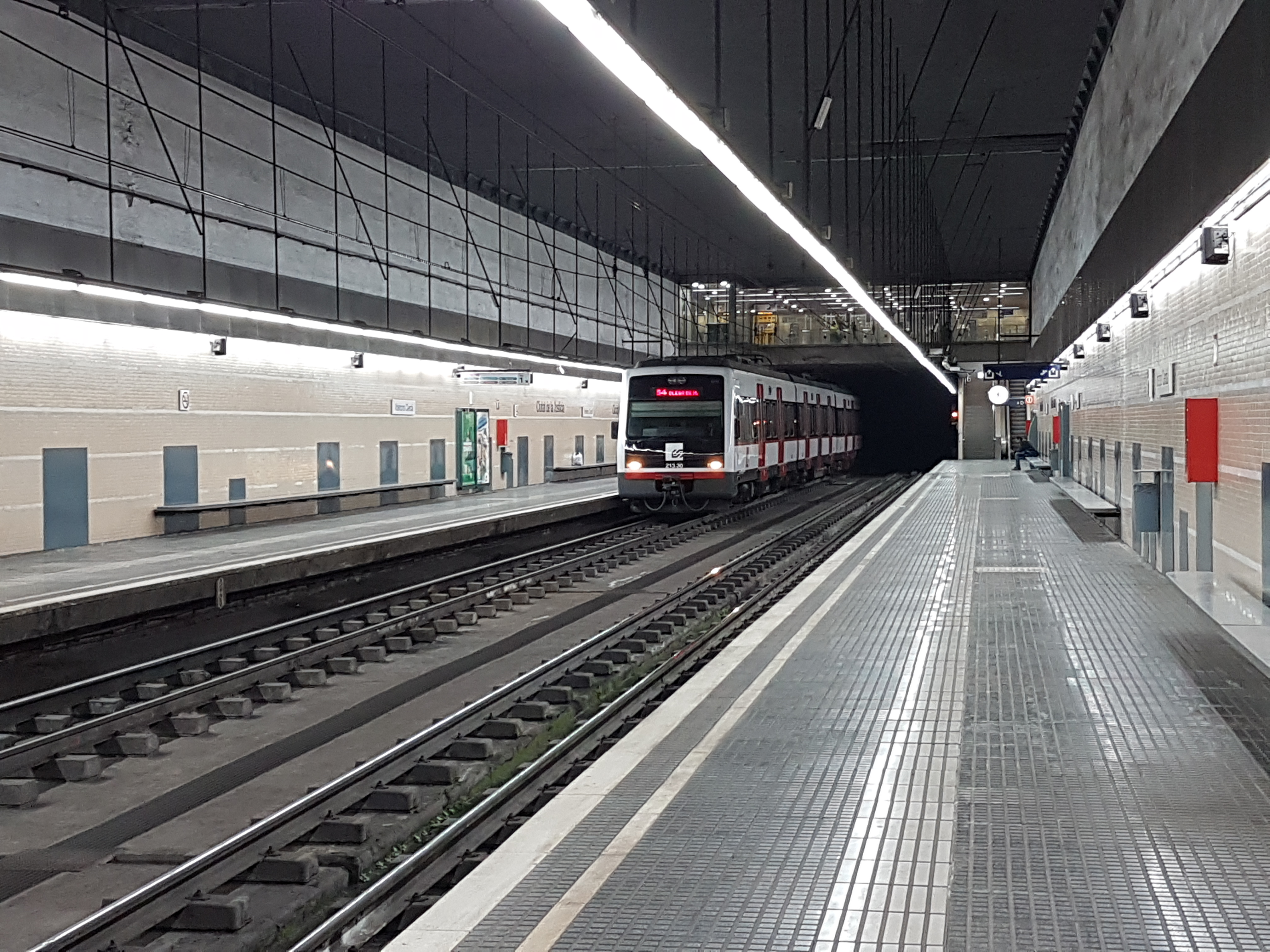
L'estació d'Ildefons Cerdà de la línia 8.

La línia 8 és un dels serveis de la línia Llobregat-Anoia dels Ferrocarrils de la Generalitat de Catalunya. Aquest servei, que comparteix via amb altres serveis suburbans de l'àrea metropolitana de Barcelona, transcorre pel Ferrocarril de Barcelona a Martorell (també anomenat "Barcelona–Manresa amb ramal a Vallirana") de NEE, que es va inaugurar l'any 1912, embrió de l'actual ferrocarril.
Actualment enllaça les estacions de Pl. Espanya (Barcelona) i Molí Nou | Ciutat Cooperativa (Sant Boi de Llobregat). Té una longitud d'11,8 km i 11 estacions que serveixen als municipis de Barcelona, L'Hospitalet de Llobregat, Cornellà de Llobregat i Sant Boi de Llobregat.
És una de les dues línies amb un ample de via diferent de la resta, ja que es tracta de la via més estreta del suburbà, d'un ample ferroviari de 1.000 m, conegut com a ample mètric.

### Línia L9/L10

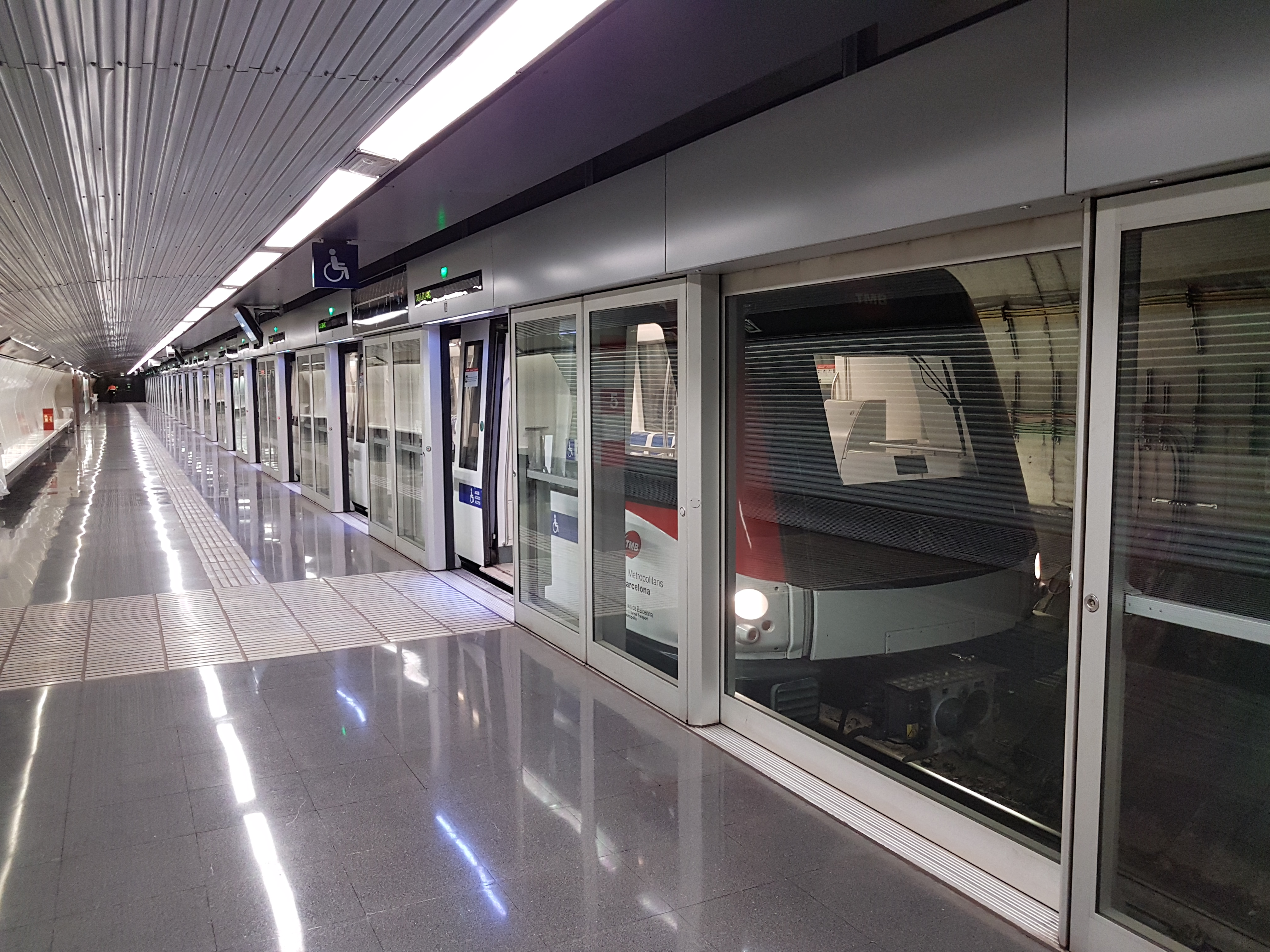
L'estació de Torrassa de les línies 9 i 10 Sud.

La línia 9 o L9/L10, que es va inaugurar l'any 2009, actualment té dos trams en funcionament: el tram nord, que enllaça l'estació de la Sagrera (L9 Nord i L10 Nord) amb les estacions Can Zam (L9 Nord) i Gorg (L10 Nord); i el tram sud, que uneix les estacions de Zona Universitària (L9 Sud) o Collblanc (L10 Sud) amb la T1 de l'Aeroport del Prat (L9 Sud) i ZAL - Riu Vell (L10 Sud). És la línia més moderna del suburbà, la primera totalment automàtica i, quan estigui finalitzada amb 47,8 km, serà la més llarga de la xarxa, ja que connectarà Santa Coloma, Badalona i Barcelona amb les ciutats de l'Hospitalet, el Prat, l'aeroport i la Zona Franca.

### Línia 11

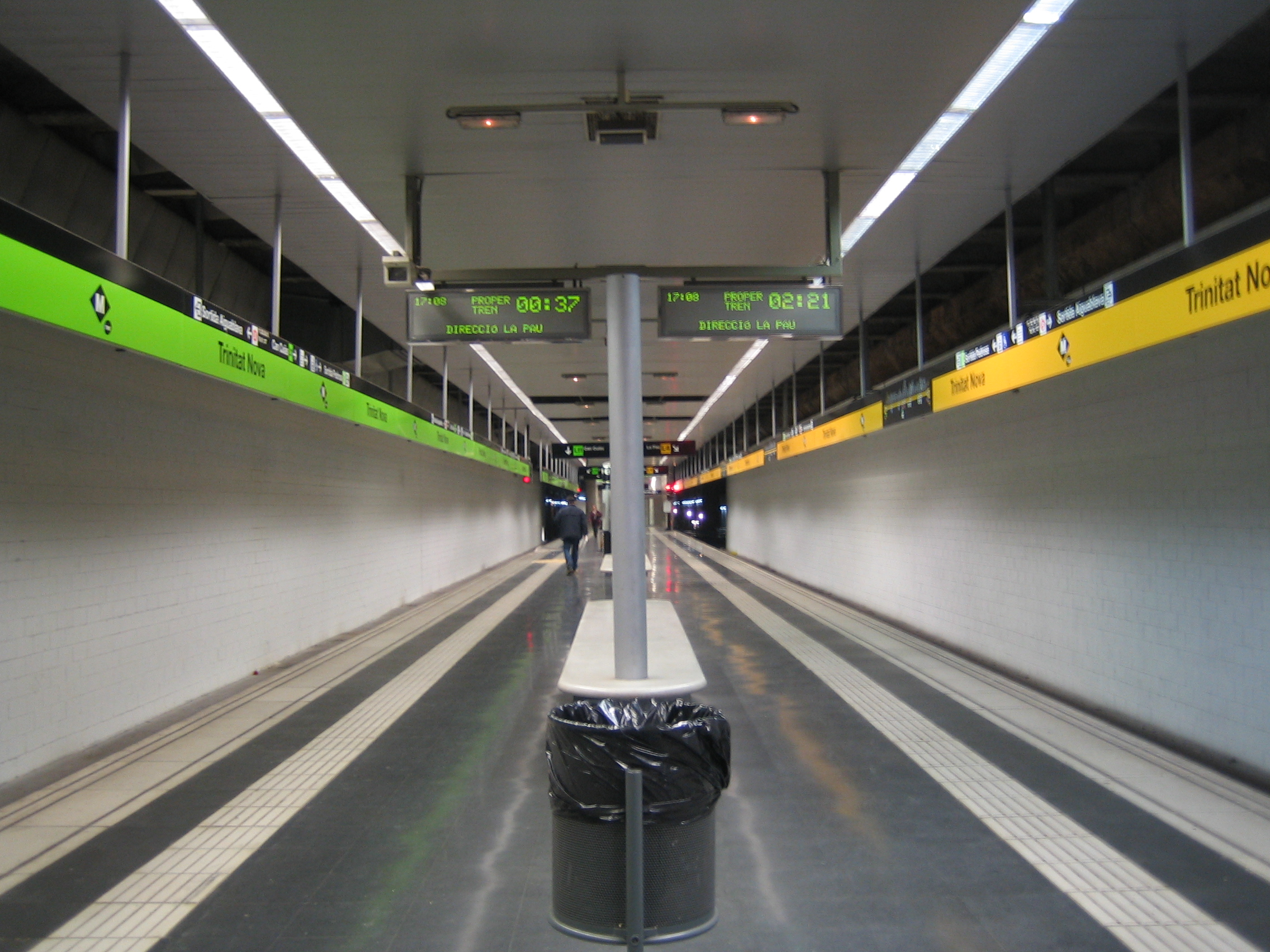
L'estació terminal de Trinitat Nova de les línies 4 i 11.

La línia 11 és una línia de metro lleuger que a la pràctica és com una extensió de dos quilòmetres de la L4 a l'extrem de Trinitat Nova en direcció nord-est; es va inaugurar l'any 2003 i enllaça les estacions de Trinitat Nova i Can Cuiàs. Té una longitud de 2,3 km i 5 estacions que serveixen als municipis de Barcelona i Montcada i Reixac.

### Línia 12
La línia 12 és un dels serveis de la línia Barcelona-Vallès dels Ferrocarrils de la Generalitat de Catalunya. Aquest és un nou servei de tren llançadora entre Sarrià i Reina Elisenda
Té una longitud de 0,6 km i 2 estacions que serveixen a la ciutat de Barcelona.

## Dades d'infraestructura
Totes les estacions de les línies L2, L6, L7, L8, L9/L10, L11 i L12 estan adaptades a persones amb mobilitat reduïda. Actualment estan adaptades 26 de 30 estacions a la L1 (87%), 24 de 26 estacions a la L3 (92%), 17 de 22 estacions a la L4 (77%) i 23 de 26 estacions a la L5 (88%).
Pel que fa als intervals de pas oscil·len els 3 i 4 minuts en hora punta en les línies de FMB i els 6 i 6 minuts i mig en les línies de FGC. La L2 és la línia que més l'ha reduït des del 2001 amb una reducció del 30% comparat amb el 10% de la resta. A les línies de FGC de la línia Barcelona-Vallès no hi ha hagut canvis significatius en el servei, ja que es troba al límit de la seva capacitat.
La xarxa de FMB és la que ha experimentat més creixement durant el període 2007-2010. Ha augmentat en un 18,5% el quilòmetres de línies, passant dels 86 km als 102; un 33,3% el nombre de serveis, de 6 a 8; un increment del 13'8 en el nombre d'estacions, de 123 a 140. Mentre que la de FGC no ha patit variacions.
| Línia                                            | Inauguració | Primera operació | Operadora | Longitud (km) | Estacions | Ample de via (mm) | Electrificació |
| ------------------------------------------------ | ----------- | ---------------- | --------- | ------------- | --------- | ----------------- | -------------- |
|                                                  | 1926        | 1926             | TMB       | 20,7          | 30        | 1674              | 1.500 Vcc      |
|                                                  | 1995        | 1959             | TMB       | 13            | 18        | 1435              | 1.200 Vcc      |
|                                                  | 1924        | 1924             | TMB       | 18,4          | 26        | 1435              | 1.200 Vcc      |
|                                                  | 1973        | 1926             | TMB       | 17,3          | 22        | 1435              | 1.200 Vcc      |
|                                                  | 1959        | 1959             | TMB       | 18,9          | 26        | 1435              | 1.200 Vcc      |
|                                                  | 1976        | 1929             | FGC       | 4,6           | 8         | 1435              | 1.500 Vcc      |
|                                                  | 1954        | 1929             | FGC       | 4,63          | 7         | 1435              | 1.500 Vcc      |
|                                                  | 2000        | 1912             | FGC       | 12            | 11        | 1000              | 1.500 Vcc      |
|                                                  | 2009        | 2009             | TMB       | 31,1          | 27        | 1435              | 1.500 Vcc      |
|                                                  | 2010        | 2010             | TMB       | 31,1          | 27        | 1435              | 1.500 Vcc      |
|                                                  | 2003        | 2003             | TMB       | 2,3           | 5         | 1435              | 1.200 Vcc      |
|                                                  | 2016        | 1970             | FGC       | 0,6           | 2         | 1435              | 1.500 Vcc      |
| Font dades: Autoritat del Transport Metropolità. |             |                  |           |               |           |                   |                |

## Dades de viatges
L'any que el metro de Barcelona va transportar més viatgers va ser el 2019. Es van realitzar un total de 411,3 milions de viatges a les línies del FMB, mentre que a les línies de FGC es van fer 44,4 milions de viatges interns a la zona 1 de l'ATM, que inclou altres serveis suburbans.
| Línia     | 2012  | 2013  | 2014  | 2015  | 2016  | 2017  | 2018  | 2019  | 2020  | 2021  | 2022  |
| --------- | ----- | ----- | ----- | ----- | ----- | ----- | ----- | ----- | ----- | ----- | ----- |
|           | 101,8 | 100,9 | 103,1 | 105,6 | 101,7 | 104,3 | 108,6 | 105,7 | 57,5  | 73,7  | 99,2  |
|           | 41,9  | 41,2  | 40,4  | 41,6  | 40,5  | 42,1  | 44,1  | 43,9  | 24,5  | 31,3  | 41,4  |
|           | 81,8  | 80,1  | 82,0  | 83,8  | 80,8  | 79,6  | 81,5  | 82,9  | 38,6  | 50,4  | 70,9  |
|           | 50,8  | 50,9  | 52,4  | 54,1  | 53,1  | 53,9  | 54,6  | 56,4  | 26,9  | 34,1  | 49,1  |
|           | 87,0  | 86,7  | 87,9  | 90,0  | 88,5  | 90,9  | 97,1  | 98,4  | 56,0  | 71,1  | 87,5  |
|           | 25,2  | 25,9  | 26,7  | 27,5  | 27,3  | 27,3  | 27,6  | 28,6  | 14,3  | 18,4  | 23,1  |
|           | 13,8  | 13,5  | 13,8  | 14,1  | 13,8  | 14,1  | 14,3  | 15,9  | 8,2   | 10,1  | 13,5  |
|           | 8,4   | 8,3   | 8,2   | 8,1   | 8,3   | 8,8   | 8,9   | 10,0  | 6,0   | 7,4   | 8,9   |
|           | 0,0   | 0,0   | 0,0   | 0,0   | 6,9   | 8,9   | 10,6  | 12,8  | 7,3   | 9,1   | 12,9  |
|           | 1,0   | 1,1   | 1,2   | 1,2   | 1,2   | 1,3   | 1,3   | 1,3   | 0,9   | 0,9   | 1,1   |
| Total FMB | 372,8 | 369,2 | 375,1 | 384,5 | 380,9 | 389,7 | 406,7 | 411,3 | 217,7 | 277,8 | 370,9 |
| Total FGC | 39,0  | 39,4  | 40,5  | 41,5  | 41,1  | 41,4  | 41,9  | 44,4  | 22,4  | 28,5  | 36,6  |